# Khadia media
Khadia media är en isörtsväxtart som beskrevs av P.J.D. Winter och N. Hahn. Khadia media ingår i släktet Khadia och familjen isörtsväxter. Inga underarter finns listade i Catalogue of Life.